# Dopływ spod Jaworowej Kopy
Dopływ spod Jaworowej Kopy – potok górski w południowej Polsce w woj. dolnośląskim w Sudetach Wschodnich, w Górach Bialskich.
Górski potok o długości około 2,85 km, prawy dopływ Morawki, jest ciekiem V rzędu należącym do dorzecza Odry, zlewiska Morza Bałtyckiego.

## Położenie
Źródło potoku położone jest na obszarze Śnieżnickiego Parku Krajobrazowego w południowo-wschodniej części Gór Bialskich na północno-zachodnim zboczu wzniesienia Jawornickiej Kopy.

## Charakterystyka
W części źródliskowej potok przez niewielki odcinek płynie w kierunku południowo-zachodnim, szeroką płytko wciętą, zalesioną doliną, wytworzoną na północno-zachodnim zboczu Jawornickiej Kopy. Od poziomu 900 m n.p.m. potok płynie dobrze wykształconą V-kształtną wąską, głęboko wciętą doliną o stromych zboczach, w kierunku ujścia, gdzie na wysokości ok. 695 m n.p.m. przed Nową Morawą uchodzi do Morawki. Koryto potoku kamienisto-żwirowe słabo spękane i nieprzepuszczalne. Zasadniczy kierunek biegu potoku jest południowo-zachodni. Jest to potok górski odwadniający południowo-zachodnią część Gór Balskich. Potok nieuregulowany dziki. W większości swojego biegu płynie obok Drogi Marianny, wśród terenów niezabudowanych, brzegi w 100% zadrzewione, dno bez roślin.

## Budowa geologiczna
Potok płynie przez obszar zbudowany ze skał metamorficznych – metamorfik Lądka i Śnieżnika. Tworzą go łupki łyszczykowe i gnejsy śnieżnickie, a podrzędnie kwarcyty, amfibolity i łupki amfibolitowe, erlany i łupki grafitowe.

## Dopływy
- L Gołogórski Potok
- Kilka bezimiennych strumieni i potoków mających źródła na zboczach przyległych wzniesień oraz kilkanaście cieków okresowych.

## Inne
- Na większości map potok jest nieoznaczony. Wg Region. Zarz. Gospodar. Wodnej potok nosi nazwę Dopływ spod Jaworowej Kopy[7].
- Pochodzenie nazwy potoku nie jest znane potok nosi urzędową nazwę Dopływ spod Jaworowej Kopy, a źródło potoku położone jest na zboczu Jawornickiej Kopy, zwanym Jaworowy Stok położonym poniżej Przełęczy Suchej.